# گیوآت اشموئل
گیوآت اشموئل (عبری: גִּבְעַת שְׁמוּאֵל؛ به لاتین: Giv'at Shmuel) شهری در استان مرکز اسرائیل است. این شهر در بخش شرقی غوش دان واقع شده و با رمت گن و بنی براک از غرب، کریات اونو از جنوب و پتخ تیکوا از شرق و شمال هم‌مرز است. در سال ۲۰۱۶ جمعیت این شهر ۲۵٬۵۴۴ نفر بود.

## خواهرخوانده
شهرهای گلداپ، اشتدته، دوبنا و ورشگهز خواهرخوانده‌های گیوآت اشموئل هستند.